# Piechtacz
Piechtacz (ros. Пехтач) – wieś w Rosji, w rejonie wożegodskim obwodu wołogodzkiego. W 2010 r. liczyła 10 mieszkańców.